# Ostrava Open 1998 - Qualificazioni singolare
Le qualificazioni del singolare  dell'Ostrava Open 1998 sono state un torneo di tennis preliminare per accedere alla fase finale della manifestazione. I vincitori dell'ultimo turno sono entrati di diritto nel tabellone principale. In caso di ritiro di uno o più giocatori aventi diritto a questi sono subentrati i lucky loser, ossia i giocatori che hanno perso nell'ultimo turno ma che avevano una classifica più alta rispetto agli altri partecipanti che avevano comunque perso nel turno finale.
Le qualificazioni del torneo Ostrava Open 1998 prevedevano 32 partecipanti di cui 4 sono entrati nel tabellone principale.

## Teste di serie
1. Wayne Black (Qualificato)
2. Tuomas Ketola (primo turno)
3. Ján Krošlák (Qualificato)
4. Petr Luxa (primo turno)

1. Radomír Vašek (primo turno)
2. Radek Štěpánek (ultimo turno)
3. Vladimir Volčkov (ultimo turno)
4. Sandon Stolle (ultimo turno)

## Qualificati
1. Wayne Black
2. Lars Rehmann

1. Ján Krošlák
2. Nicklas Kulti

## Tabellone

### Legenda
| - Q = Qualificato - WC = Wild card - LL = Lucky loser | - ALT = Alternate - SE = Special Exempt - PR = Protected Ranking | - w/o = Walkover - r = Ritirato - d = Squalificato |

### Sezione 1
|  | Primo turno          | Primo turno          | Primo turno          | Primo turno | Primo turno |  |  | Secondo turno | Secondo turno        | Secondo turno        | Secondo turno    | Secondo turno    |   |   | Ultimo turno | Ultimo turno | Ultimo turno | Ultimo turno | Ultimo turno |  |
|  |                      |                      |                      |             |             |  |  |               |                      |                      |                  |                  |   |   |              |              |              |              |              |  |
|  | 1                    | Wayne Black          | Wayne Black          | 6           | 6           |  |  |               |                      |                      |                  |                  |   |   |              |              |              |              |              |  |
|  |                      | Adolf Musil          | Adolf Musil          | 1           | 4           |  |  | 1             | Wayne Black          | 5                    | 6                | 6                |   |   |              |              |              |              |              |  |
|  | David Škoch          | David Škoch          | 4                    | 7           | 6           |  |  |               | David Škoch          | 7                    | 1                | 1                |   |   |              |              |              |              |              |  |
|  | Martin Štěpánek      | Martin Štěpánek      | 6                    | 6           | 4           |  |  |               |                      |                      |                  |                  |   |   | 1            | Wayne Black  | Wayne Black  | 6            | 7            |  |
|  | Bartlomiej Dabrowski | Bartlomiej Dabrowski | Bartlomiej Dabrowski | 6           | 6           |  |  |               |                      | 7                    | Vladimir Volčkov | Vladimir Volčkov | 4 | 6 |              |              |              |              |              |  |
|  | Tomas Ostarek        | Tomas Ostarek        | Tomas Ostarek        | 4           | 3           |  |  |               | Bartlomiej Dabrowski | Bartlomiej Dabrowski | 2                | 2                |   |   |              |              |              |              |              |  |
|  | 7                    | Vladimir Volčkov     | Vladimir Volčkov     | 6           | 6           |  |  | 7             | Vladimir Volčkov     | Vladimir Volčkov     | 6                | 6                |   |   |              |              |              |              |              |  |
|  |                      | Radovan Svetlík      | Radovan Svetlík      | 2           | 4           |  |  |               |                      |                      |                  |                  |   |   |              |              |              |              |              |  |

### Sezione 2
|  | Primo turno             | Primo turno             | Primo turno | Primo turno | Primo turno |  |  | Secondo turno | Secondo turno  | Secondo turno | Secondo turno | Secondo turno |   |   | Ultimo turno | Ultimo turno | Ultimo turno | Ultimo turno | Ultimo turno |  |
|  |                         |                         |             |             |             |  |  |               |                |               |               |               |   |   |              |              |              |              |              |  |
|  |                         | Lars Rehmann            | 7           | 3           | 6           |  |  |               |                |               |               |               |   |   |              |              |              |              |              |  |
|  | 2                       | Tuomas Ketola           | 6           | 6           | 1           |  |  | Lars Rehmann  | Lars Rehmann   | Lars Rehmann  | 6             | 7             |   |   |              |              |              |              |              |  |
|  | Fernon Wibier           | Fernon Wibier           | 3           | 6           | 6           |  |  | Fernon Wibier | Fernon Wibier  | Fernon Wibier | 3             | 5             |   |   |              |              |              |              |              |  |
|  | Kirill Ivanov-Smolensky | Kirill Ivanov-Smolensky | 6           | 2           | 1           |  |  |               |                |               |               |               |   |   |              | Lars Rehmann | Lars Rehmann | 6            | 6            |  |
|  | Donald Johnson          | Donald Johnson          | 6           | 4           | 6           |  |  |               |                | 8             | Sandon Stolle | Sandon Stolle | 3 | 4 |              |              |              |              |              |  |
|  | František Čermák        | František Čermák        | 4           | 6           | 2           |  |  |               | Donald Johnson | 2             | 6             | 2             |   |   |              |              |              |              |              |  |
|  | 8                       | Sandon Stolle           | 7           | 6           | 6           |  |  | 8             | Sandon Stolle  | 6             | 4             | 6             |   |   |              |              |              |              |              |  |
|  |                         | Pavel Šnobel            | 5           | 7           | 4           |  |  |               |                |               |               |               |   |   |              |              |              |              |              |  |

### Sezione 3
|  | Primo turno       | Primo turno        | Primo turno        | Primo turno | Primo turno |  |  | Secondo turno | Secondo turno   | Secondo turno   | Secondo turno  | Secondo turno  |   |   | Ultimo turno | Ultimo turno | Ultimo turno | Ultimo turno | Ultimo turno |  |
|  |                   |                    |                    |             |             |  |  |               |                 |                 |                |                |   |   |              |              |              |              |              |  |
|  | 3                 | Ján Krošlák        | Ján Krošlák        | 6           | 6           |  |  |               |                 |                 |                |                |   |   |              |              |              |              |              |  |
|  |                   | Leoš Friedl        | Leoš Friedl        | 3           | 1           |  |  | 3             | Ján Krošlák     | Ján Krošlák     | 6              | 7              |   |   |              |              |              |              |              |  |
|  | Rene Hanak        | Rene Hanak         | Rene Hanak         | 6           | 6           |  |  |               | Rene Hanak      | Rene Hanak      | 2              | 5              |   |   |              |              |              |              |              |  |
|  | Daniel Fiala      | Daniel Fiala       | Daniel Fiala       | 3           | 2           |  |  |               |                 |                 |                |                |   |   | 3            | Ján Krošlák  | Ján Krošlák  | 6            | 6            |  |
|  | Václav Roubíček   | Václav Roubíček    | Václav Roubíček    | 6           | 6           |  |  |               |                 | 6               | Radek Štěpánek | Radek Štěpánek | 4 | 2 |              |              |              |              |              |  |
|  | Jaroslav Levinský | Jaroslav Levinský  | Jaroslav Levinský  | 3           | 3           |  |  |               | Václav Roubíček | Václav Roubíček | 2              | 5              |   |   |              |              |              |              |              |  |
|  | 6                 | Radek Štěpánek     | Radek Štěpánek     | 6           | 7           |  |  | 6             | Radek Štěpánek  | Radek Štěpánek  | 6              | 7              |   |   |              |              |              |              |              |  |
|  |                   | Aleksandar Kitinov | Aleksandar Kitinov | 2           | 6           |  |  |               |                 |                 |                |                |   |   |              |              |              |              |              |  |

### Sezione 4
|  | Primo turno  | Primo turno   | Primo turno   | Primo turno | Primo turno |  |  | Secondo turno | Secondo turno | Secondo turno | Secondo turno | Secondo turno |   |   | Ultimo turno | Ultimo turno | Ultimo turno | Ultimo turno | Ultimo turno |  |
|  |              |               |               |             |             |  |  |               |               |               |               |               |   |   |              |              |              |              |              |  |
|  |              | David Rikl    | David Rikl    | 6           | 6           |  |  |               |               |               |               |               |   |   |              |              |              |              |              |  |
|  | 4            | Petr Luxa     | Petr Luxa     | 4           | 4           |  |  | David Rikl    | David Rikl    | 6             | 3             | 6             |   |   |              |              |              |              |              |  |
|  | Petr Dezort  | Petr Dezort   | Petr Dezort   | 6           | 6           |  |  | Petr Dezort   | Petr Dezort   | 3             | 6             | 1             |   |   |              |              |              |              |              |  |
|  | Robin Vik    | Robin Vik     | Robin Vik     | 2           | 3           |  |  |               |               |               |               |               |   |   | David Rikl   | David Rikl   | David Rikl   | 6            | 0            |  |
|  | David Miketa | David Miketa  | David Miketa  | 6           | 6           |  |  |               |               | Nicklas Kulti | Nicklas Kulti | Nicklas Kulti | 7 | 6 |              |              |              |              |              |  |
|  | Jan Vacek    | Jan Vacek     | Jan Vacek     | 3           | 2           |  |  | David Miketa  | David Miketa  | David Miketa  | 0             | 4             |   |   |              |              |              |              |              |  |
|  |              | Nicklas Kulti | Nicklas Kulti | 6           | 6           |  |  | Nicklas Kulti | Nicklas Kulti | Nicklas Kulti | 6             | 6             |   |   |              |              |              |              |              |  |
|  | 5            | Radomír Vašek | Radomír Vašek | 2           | 3           |  |  |               |               |               |               |               |   |   |              |              |              |              |              |  |